# 의성 상리리 충효사
의성 상리리 충효사(義城 上里里 忠孝祠)는 대한민국 경상북도 의성군 의성읍 상리리에 있다. 2014년 5월 28일 의성군의 문화유산 제31호로 지정되었다.

## 개요
충효사는 임진왜란 때의 충신인 효사재(孝思齋) 이탁영(李擢英)을 제사지내는 사당이다.